# Evropská komise
Evropská komise je výkonný orgán Evropské unie, který iniciuje legislativu. Je tvořena 27 komisaři (jedním z každé členské země) a v jejím čele je předseda Evropské komise. V širším významu označuje kolegium s celým administrativním aparátem, který čítá až 32 tisíc zaměstnanců. Podílí se takřka na všech úrovních rozhodování, má největší administrativní a expertní aparát. Člení se na množství generálních ředitelství a služeb, od roku 1999 má Evropská komise 33 generálních ředitelství. Sídlí v Bruselu, její ústřední budovou je palác Berlaymont, několik generálních ředitelství sídlí v budově Tour Madou Plaza, některé části jsou dislokovány v Lucemburku.
Komise je především „strážkyní smluv“ – dbá na dodržování zakládajících smluv Evropské unie a z úřední povinnosti podává žaloby v případě zjištěného porušení. Důležitou pravomocí je účast na tvorbě legislativy, právo předkládat návrhy legislativních předpisů má výhradně Komise. Další pravomoci jsou vydávání doporučení a stanovisek, Komise vykonává i pravomoci v přenesené působnosti (delegovaná legislativní pravomoc). Komise se podílí na jednání Evropské unie navenek, včetně udržování diplomatických styků a sjednávání mezinárodních smluv. Spravuje z převážné části rozpočet Evropské unie.
Kolegium 27 komisařů zasedá jedenkrát týdně.

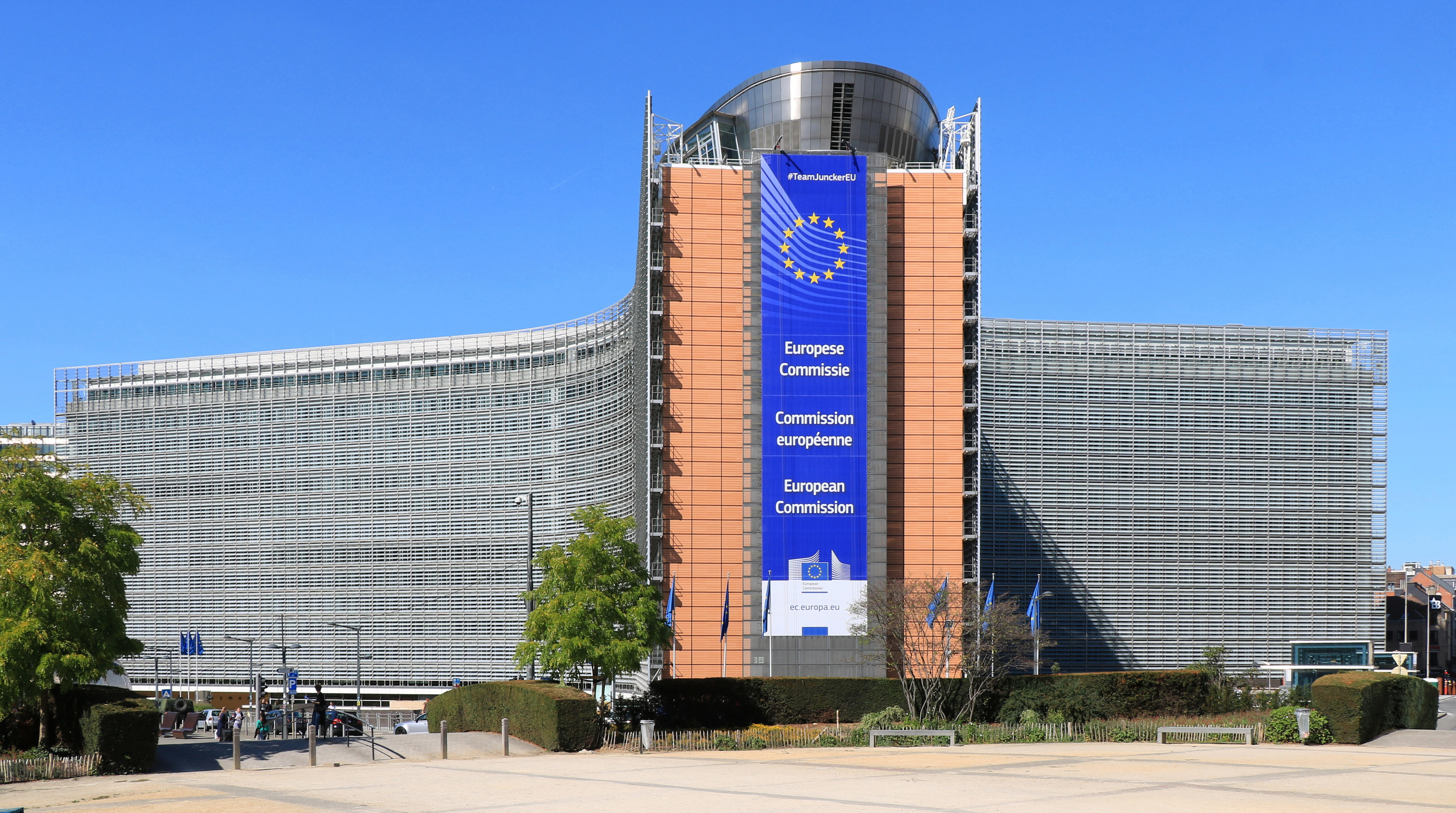
Sídlem Evropské komise je budova Berlaymont v Bruselu

## Složení komise
Komise (kolegium komisařů) je složena z komisařů. Komisaři pocházejí z členských států a jsou těmito státy do své funkce navrhováni. Jsou zcela nezávislí – nesmějí přijímat instrukce od státu, ze kterého pocházejí, ani od jakéhokoliv jiného státu a jsou povinni prosazovat výhradně zájmy unie. Komise má rovněž osm místopředsedů (včetně tří výkonných místopředsedů).
V čele stojí předseda navržený Evropskou radou a následně schválený volbou Evropským parlamentem, v níž musí získat prostou většinu hlasů poslanců. Ostatní členové (komisaři) jsou společně jmenováni Radou Evropské unie a předsedou Evropské komise, který zcela sám přiděluje komisařům resorty, následně komisaři předstupují před výbory parlamentu a parlament jako celek, kde je poslanci zkoumána jejich kompetentnost, nakonec je komise jako celek schválena volbou Evropským parlamentem.
Komise je odpovědná Parlamentu. Poslanci Evropského parlamentu mají právo komisaře i předsedu komise interpelovat a interpelovaní mají povinnost písemně nebo osobně odpovědět, zpravidla je k tomu vyhrazeno každé úterý. Komise musí parlamentu pravidelně předkládat zprávy o svojí činnosti. Jediný způsob, jakým může být komise odvolána, je vyhlášení nedůvěry Evropským parlamentem dvoutřetinovou většinou jeho poslanců, ačkoliv k jeho jmenování stačí prostá většina.

### Počet komisařů

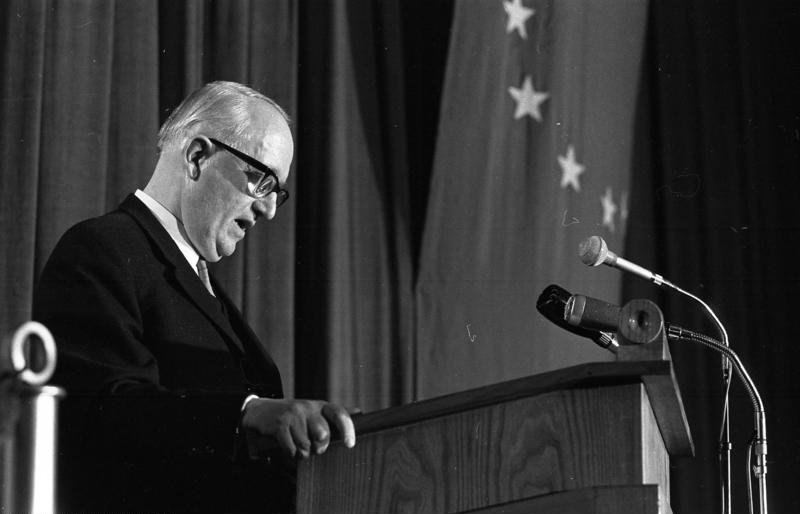
První předseda Komise EHS (jedné z předchůdkyň EK) Walter Hallstein

Počet komisařů prodělal od roku 2004 několik změn:
- Před vstupem deseti nových členských států měla Evropská komise 20 komisařů: Pět největších států (Francie, Itálie, Německo, Španělsko a Spojené království) mělo v EK po dvou komisařích, zbylých 10 členských zemí Evropské unie po jednom.
- Po vstupu nových zemí 1. května 2004 se zvýšil počet komisařů na 30 (přibylo po jednom komisaři z každé nové členské země).
- 18. listopadu 2004, kdy se ujala vlády nová Evropská komise, se počet komisařů snížil na 25 – každá členská země má již jen jednoho komisaře.
- Od 1. ledna 2007 do 30. června 2013 měla Komise celkem 27 členů (po přistoupení Bulharska a Rumunska).
- Od 1. července 2013 čítala Komise 28 komisařů (po přistoupení Chorvatska).
- Po Brexitu 31. ledna 2020 má 27 komisařů.

Poznámka: Podle Lisabonské smlouvy měl od 1. listopadu 2014 počet členů Komise původně odpovídat dvěma třetinám počtu členských států, ovšem v květnu 2013 Evropská rada rozhodla, že se Komise bude nadále skládat z počtu členů, který se rovná počtu členských států.

### Generální ředitelství
Komisař spravuje jeden nebo několik resortů (generálních ředitelství), běžně označovaných zkratkou DG (nebo v češtině GŘ). Generální ředitelství jsou odborné úřady, z nichž každý má na starosti jednu z oblastí, do kterých zasahují unijní politiky (např. energie, životní prostředí, daně a cla, výzkum). Ředitelství zaměstnávají úředníky, překladatele, tlumočníky, ale též odborníky, kteří zajišťují odborné posudky a analýzy legislativních návrhů, které se Komise chystá předložit. Jedním z ředitelství je i Generální sekretariát Evropské komise, zajišťující každodenní chod Komise, její komunikaci s veřejností a také kontrolu uplatňování evropských právních předpisů. Generální ředitelství mají strukturu podobnou ministerstvům a v jejich čele stojí generální ředitelé, kteří jsou kariérními úředníky.

## Pravomoci komise
Evropská komise vytváří a realizuje politiky EU. Za tímto účelem:
- navrhuje právní předpisy, které předkládá Evropskému parlamentu a Radě Evropské unie;
- pomáhá členským zemím s prováděním právních předpisů EU;
- spravuje rozpočet EU a přiděluje finanční prostředky;
- zajišťuje spolu se Soudním dvorem dodržování právních předpisů EU;
- spolu s diplomatickou službou EU (Evropskou službou pro vnější činnost) zastupuje Evropskou unii ve světě.

Každých pět let, vždy na začátku funkčního období nové Komise, její předseda či předsedkyně určí priority pro nadcházející funkční období. Během svého každoročního projevu o stavu Unie zpravuje předseda či předsedkyně Komise Evropský parlament o výsledcích, jichž Komise dosáhla v předchozím roce, a oznamuje klíčové iniciativy plánované na nadcházející rok.

### Právo
Evropská komise odpovídá za plánování, přípravu a předkládání nových evropských právních předpisů. Může tak učinit z vlastního podnětu, ale do procesu tvorby právních předpisů EU se mohou zapojit také občané, podniky, občanská společnost, orgány veřejné moci nebo jakékoli další zainteresované subjekty. Komise předkládá legislativní návrhy Evropskému parlamentu a Radě Evropské unie, jež se musí na znění právního předpisu dohodnout. Komise pak odpovídá za to, aby byly právní předpisy EU uplatňovány správně a včas. Proto poté, co je určitý právní předpis EU přijat, Rada Evropské unie nebo Evropský parlament mohou Komisi zmocnit k tomu, aby přijala jeden zde dvou druhů nelegislativních aktů:
- prováděcí akt, který má zajistit, aby byl právní předpis řádně proveden; nebo
- akt v přenesené pravomoci, který má v případě nutnosti předpis aktualizovat a reagovat tak na vývoj v daném odvětví.

Pokud některá země EU ve stanovené lhůtě plně nezačlení určitou směrnici do svých vnitrostátních právních předpisů nebo neuplatňuje správně unijní právní předpisy, může Komise podniknout příslušné kroky k nápravě situace, například zablokovat finanční prostředky pro daný členský stát, zahájit formální řízení o nesplnění povinnosti (tzv. infringement), a případně podat žalobu k soudnímu dvoru EU.
Komise má také postavení antimonopolního úřadu s pravomocí vymáhat právo hospodářské soutěže a vyšetřovat jeho porušení; může tak například pokutovat zneužití dominantního postavení na trhu či zablokovat transakce, které by vedly ke vzniku monopolu.
Dalšími nástroji prosazování práva jsou zvláštní úřady a agentury, například:
- Agentura Evropské unie pro spolupráci v oblasti prosazování práva (Europol);
- Evropský úřad pro boj proti podvodům (Olaf);
- Evropská agentura pro pohraniční a pobřežní stráž (Frontex).

### Rozpočet
Evropská komise navrhuje a provádí rozpočet EU a řídí programy financování EU. Návrh Komise předkládá ke schválení Radě Evropské unie a Evropskému parlamentu každoročně 1. září. V souladu s ročním rozpočtovým procesem musí být dohoda o rozpočtu dosažena do 31. prosince. Na straně příjmů Komise zajišťuje výběr cla na zboží ze zemí mimo unii, výběr příspěvků od členských zemí, prodej emisních povolenek a další zdroje. Řízení výdajů rozpočtu se pak dělí na tři typy:
- přímé řízení: financování z EU řídí přímo Evropská komise (tvoří cca 20 % výdajů rozpočtu[18]);
- sdílené řízení: financování společně řídí Evropská komise a orgány členských států (tvoří cca 70 % výdajů rozpočtu[18]);
- nepřímé řízení: financování řídí partnerské organizace nebo jiné subjekty v EU či mimo ni (tvoří cca 10 % rozpočtu[18]).

### Mezinárodní vztahy
Evropská komise má klíčovou úlohu v tvorbě rozvojové politiky a poskytování rozvojové pomoci ve světě. V mezinárodním měřítku přispívá ke sjednání dohod o rozvojové spolupráci a na místě ji zastupují kanceláře a delegace, jejichž prostřednictvím Komise udržuje styk s místními orgány a obyvatelstvem na celém světě. Zajišťuje také, že je Evropská unie zastoupena na mezinárodní úrovni v záležitostech rozvojové politiky a na jednáních o dohodách o otázkách mezinárodního rozvoje. Za tímto účelem Komise úzce spolupracuje s mezinárodními organizacemi, jako je Organizace spojených národů a Organizace pro hospodářskou spolupráci a rozvoj, a s dalšími členy neformálních seskupení, například skupin G7 a G20.

## Přehled komisí

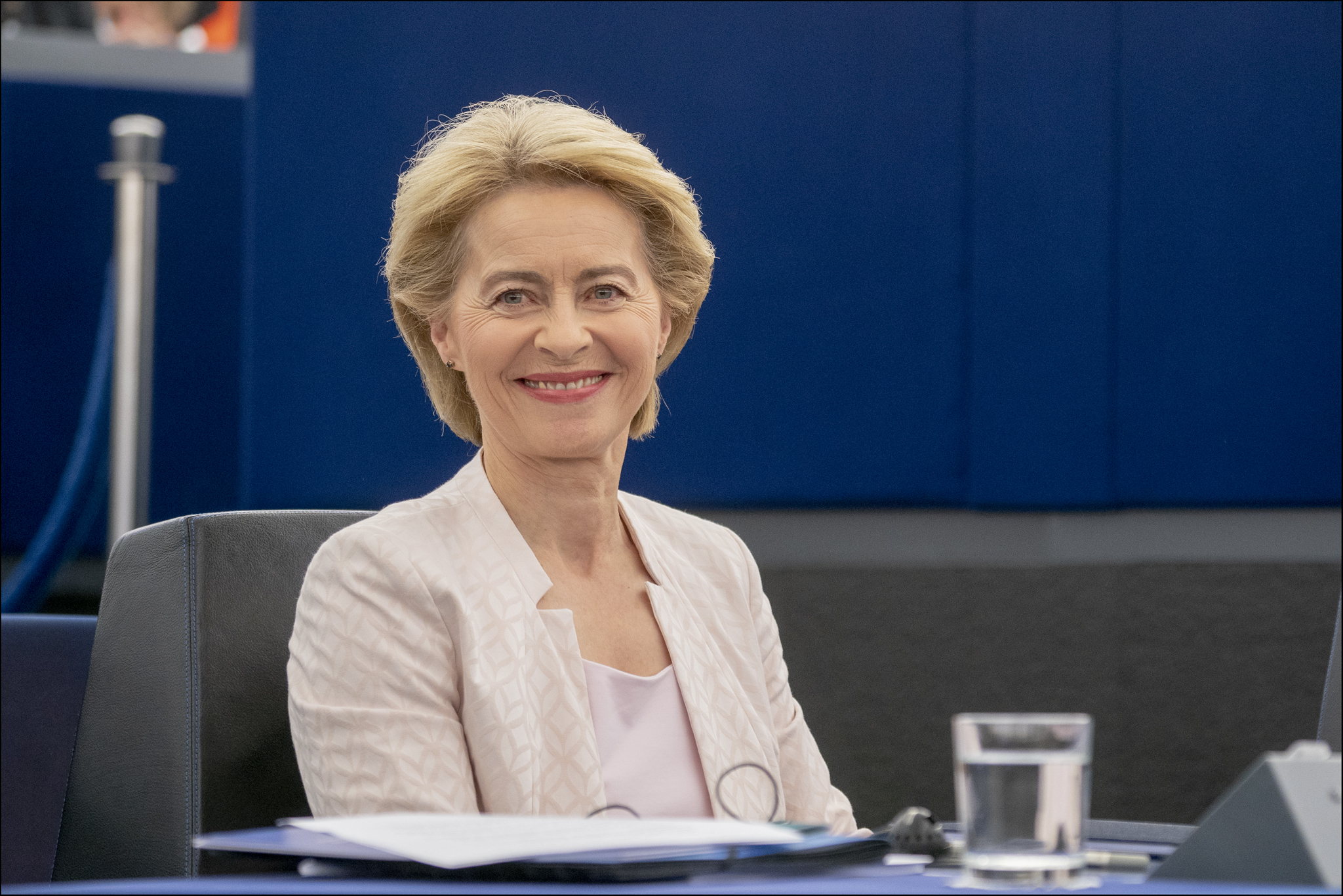
Předsedkyní Evropské komise je od prosince 2019 Ursula von der Leyenová

Přísně vzato je Evropská komise orgánem Evropské unie formálně založené 1. listopadu 1993. Jako "evropská komise" se však označují i komise (tj. nejvyšší výkonné orgány) EHS (1958–1967) a ES (1967–1993). Viz seznam předsedů Evropské komise.

### Jean-Claude Juncker
Junckerova komise úřadovala v letech 2014–2019. Předsedou se stal bývalý lucemburský premiér Jean-Claude Juncker. Po jednom zástupci do komise vyslal každý z dvaceti osmi členských států. Vedoucím kanceláře Juncker jmenoval bývalého ředitele volební kampaně a šéfa týmu přechodného období, Martina Selmayra, který byl během předsednictví označen za „nejmocnějšího šéfa kanceláře v Evropské unii vůbec.“ V březnu 2018 se Selmayr stal generálním tajemníkem komise.

### Ursula von der Leyenová
První komise Ursuly von der Leyenové existovala v letech 2014–2019. Do komise navrhly své zástupce všechny členské země (Velká Británie už vzhledem k blížícímu se brexitu svého komisaře nenavrhla). V komisi zasedalo 14 mužů a 13 žen. Schválena byla 461 europoslanci. Druhá komise von der Leyenové začala úřadovat 1. prosince 2024.

## Seznam českých eurokomisařů
| Pořadí | Foto            | Osoba           | Portfolio | Období                                 | Komise                    |  | Strana    |
| ------ | --------------- | --------------- | --- | -------------------------------------- | ------------------------- |  | --------- |
| 1.     |                 | Pavel Telička   | Zdraví a ochrana spotřebitele | 1. května 2004 – 11. listopadu 2004    | Prodiho                   |  | nestraník |
| 2.     | Vladimír Špidla | Vladimír Špidla | Zaměstnanost, sociální věci a rovné příležitosti | 22. listopadu 2004 – 9. února 2010     | první Barrosova           |  | ČSSD      |
| 3.     | Štefan Füle     | Štefan Füle     | Rozšíření a politika sousedství | 10. února 2010 – 31. října 2014        | druhá Barrosova           |  | nestraník |
| 4.     | Věra Jourová    | Věra Jourová    | Spravedlnost, ochrana spotřebitelů a otázky rovnosti pohlaví (Junckerova) Místopředsedkyně Evropské komise a kontrola dodržování hodnot EU (Leyenové) | 1. listopadu 2014 – 30. listopadu 2024 | Junckerova první Leyenové |  | ANO       |
| 5.     | Jozef Síkela    | Jozef Síkela    | Mezinárodní partnerství | od 1. prosince 2024                    | druhá Leyenové            |  | STAN      |